# Yandex

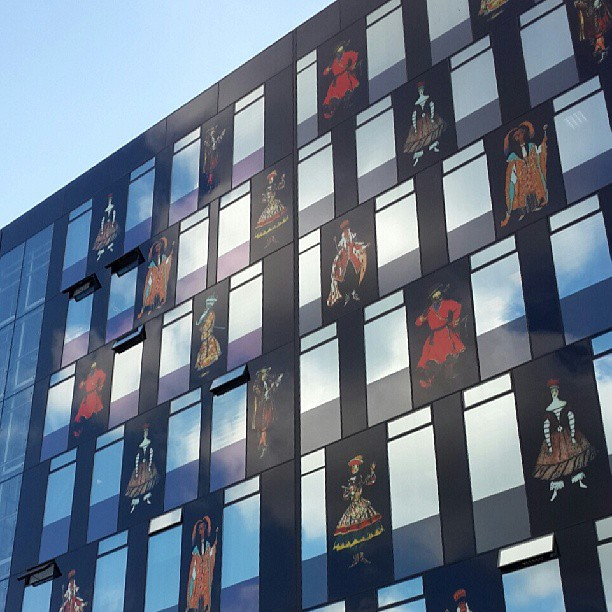
Exteriör av Yandex huvudkontor i S:t Petersburg

Yandex N.V. (ryska: Яндекс) är ett multinationellt företag inriktat på Internet-relaterade tjänster och produkter. Yandex är ett AI-företag som tillhandahåller sök- och informationstjänster, e-handel, transport-, navigations- och andra mobilapplikationer samt erbjuder nätannonsering. Yandex riktar sig till en ryskspråkig publik med fokus på Ryssland och de länder som ingår i Oberoende staters samvälde. De har 18 kontor världen över och är baserade i Nederländerna.
Företaget är Rysslands största internetbaserade företag. Sökmotorn Yandex är den största ryskspråkiga sökmotorn på marknaden, med en marknadsandel på 52 %. Yandex.ru är den fjärde mest besökta webbplatsen i Ryssland. Yandex är världens femte största sökmotor efter Google, Bing, Baidu och Yahoo.
2017 lanserade Yandex sin digitala assistent Alisa, tillgänglig för iOS, Android och Microsoft Windows. I februari 2018 visade företaget upp sina första självkörande bilar på Moskvas gator.
I april 2014 släpptes filmen Startup om Yandex historia.

## Företaget
Företaget blev lönsamt först i november 2002. År 2004 ökade Yandex sin bruttoinkomst från enbart försäljning till 17 miljoner dollar vilket var 1000 % mer än deras inkomster två år tidigare. Nettoinkomsten för hela bolaget 2004 var 7 miljoner dollar. 
Den 24 maj 2011 samlade företaget in 1,3 miljarder dollar i sin börsnotering på Nasdaq vilket var den största börsnoteringen för ett teknikbolag sedan Google LLC:s börsnotering 2004. De största investerarna då var Baring Vostok Capital Partners som köpte 30 % av bolaget samt Tiger Managment som köpte 15 %. Idag är Yandex ägarskap mer utspritt med många företag och privatpersoner som äger mindre andelar av företaget. Betydande delägare är Invesco Advisers Inc, Harding Loevner LP, Fidelity OTC Portfolio, Fisher Asset Management LLC, Capital research & management company och Genesis Investment Management LLP.